# Altenburg (Niederösterreich)
Altenburg ist eine Gemeinde in Niederösterreich im Bezirk Horn im Waldviertel. Der zuständige Gerichtsbezirk ist Horn.

## Geographie
Der Ort liegt vier Kilometer südwestlich von Horn im Waldviertel im Bundesland Niederösterreich. Die Seehöhe in der Ortsmitte liegt bei 388 Metern. Die Fläche des Ortes umfasst 28,12 km². Die Einwohnerzahl beläuft sich auf 822 (Stand 1. Jänner 2025).

### Gemeindegliederung
Das Gemeindegebiet umfasst folgende fünf Ortschaften (in Klammern Einwohnerzahl Stand 1. Jänner 2025):
- Altenburg (469)
- Burgerwiesen (145)
- Fuglau (108)
- Mahrersdorf (64)
- Steinegg (36)

Die Gemeinde besteht aus den Katastralgemeinden Altenburg, Burgerwiesen, Fuglau, Mahrersdorf und Steinegg.
Die Gemeinde Altenburg ist Mitglied der Kleinregion Kamp-Taffatal.

### Nachbargemeinden
| Röhrenbach        | St. Bernhard-Frauenhofen                    | Horn           |
| Pölla Bez. Zwettl | Kompassrose, die auf Nachbargemeinden zeigt | Rosenburg-Mold |
|                   | St. Leonhard am Hornerwald Bez. Krems-Land  | Gars am Kamp   |

## Geschichte
Das 1144 gegründete Benediktinerstift Altenburg (Stiftungsurkunde) hat die Geschichte von Altenburg maßgeblich mitgeprägt.
In seiner Topografie aus dem Jahr 1839 gibt F. X. Joseph Schweikhardt für Altenburg 44 Häuser an, in denen 68 Familien (128 männlich, 125 weiblich) und 23 Schulkinder wohnen. Angeführt wird ferner ein Chirurg, der Wund- und Geburtsarzt ist, ein Huf- und Curschmied (in der Bedeutung Heilschmied, „Pferdearzt“, beschlägt die Pferde und behandelt „Satteldrücken“), zwei Wirte, ein Fleischhauer, ein Binder, ein Weber, drei Schuhmacher und zwei Schneider. Zum Viehbestand wird angemerkt: 18 Pferde, 45 Ochsen, 73 Kühe, neun Ziegen, 582 Schafe und 52 Schweine (inkl. herrschaftlichem Viehbestand)
Laut Adressbuch von Österreich waren im Jahr 1938 in Altenburg ein Arzt, zwei Verkehrsunternehmen, ein Bäcker, ein Fleischer, zwei Friseure, drei Gastwirte, zwei Gemischtwarenhändler, ein Sattler, ein Schmied, ein Schneider und eine Schneiderin, ein Schuster, ein Stechviehhändler, ein Tischler, ein Viktualienhändler, ein Wagner, ein Zahltechniker und mehrere Landwirte ansässig. Zudem betrieb das Stift Altenberg eine Ziegelei. Gegen Ende des Zweiten Weltkrieges wurden für ein Monat lang ungarische Juden auf einem Gehöft als Zwangsarbeiter eingesetzt. Die heutige Gemeinde Altenburg entstand aus dem Zusammenschluss von Altenburg (mit den Ortsteilen Burgerwiesen und Steinegg) und Mahrersdorf zum 1. Januar 1968 sowie der Eingemeindung von Fuglau zum 1. Januar 1970.
La-Tène-Siedlung am Kamp
In der Kampschlinge (Umlaufberg) bei Altenburg wurde im ersten Drittel des 20. Jahrhunderts eine latènezeitliche keltische Siedlung ausgegraben. Feuerstellen, Eisenschmelzöfen, Steinsetzungen und Pflasterungen wurden freigelegt. An Fundstücken waren Streufunde aus der Jungsteinzeit (11.500 bis 2.200 v. Chr.) und der Hallstattzeit (800 bis 475 v. Chr.), vor allem aber aus der La-Tène-Zeit (5. bis 1. Jahrhundert v. Chr.) vorhanden. Eisenwerkzeuge (Messer, Nägel, Klammern), Schwertscheidenteile, Beile, Glasperlen und Keramiken (Tontopf-, Schalenfragmente) deuten auf eine unbefestigte Siedlung hin. Der zeitliche Siedlungs-Schwerpunkt lag in der Mittel- und Spätlatènezeit, einige Keramikfragmente weisen jedoch auf eine Besiedlung bis in das 1. Jahrhundert n. Chr. hin.

### Bevölkerungsentwicklung
Die Einwohnerzahl steigt seit 1981, dafür ist vor allem die positive Wanderungsbilanz ausschlaggebend.
| Altenburg: Einwohnerzahlen von 1869 bis 2025        | Altenburg: Einwohnerzahlen von 1869 bis 2025 | Altenburg: Einwohnerzahlen von 1869 bis 2025 | Altenburg: Einwohnerzahlen von 1869 bis 2025 | Altenburg: Einwohnerzahlen von 1869 bis 2025 |
| --------------------------------------------------- | -------------------------------------------- | -------------------------------------------- | -------------------------------------------- | -------------------------------------------- |
| Jahr                                                |                                              |                                              |                                              | Einwohner                                    |
| 1869                                                | 1869                                         |                                              | 903                                          | 903                                          |
| 1880                                                | 1880                                         |                                              | 893                                          | 893                                          |
| 1890                                                | 1890                                         |                                              | 920                                          | 920                                          |
| 1900                                                | 1900                                         |                                              | 908                                          | 908                                          |
| 1910                                                | 1910                                         |                                              | 858                                          | 858                                          |
| 1923                                                | 1923                                         |                                              | 974                                          | 974                                          |
| 1934                                                | 1934                                         |                                              | 868                                          | 868                                          |
| 1939                                                | 1939                                         |                                              | 852                                          | 852                                          |
| 1951                                                | 1951                                         |                                              | 826                                          | 826                                          |
| 1961                                                | 1961                                         |                                              | 764                                          | 764                                          |
| 1971                                                | 1971                                         |                                              | 714                                          | 714                                          |
| 1981                                                | 1981                                         |                                              | 701                                          | 701                                          |
| 1991                                                | 1991                                         |                                              | 737                                          | 737                                          |
| 2001                                                | 2001                                         |                                              | 814                                          | 814                                          |
| 2011                                                | 2011                                         |                                              | 821                                          | 821                                          |
| 2021                                                | 2021                                         |                                              | 798                                          | 798                                          |
| 2025                                                | 2025                                         |                                              | 822                                          | 822                                          |
| Quelle(n): Statistik Austria, Gebietsstand 1.1.2021 |                                              |                                              |                                              |                                              |

## Kultur und Sehenswürdigkeiten

### Bauwerke

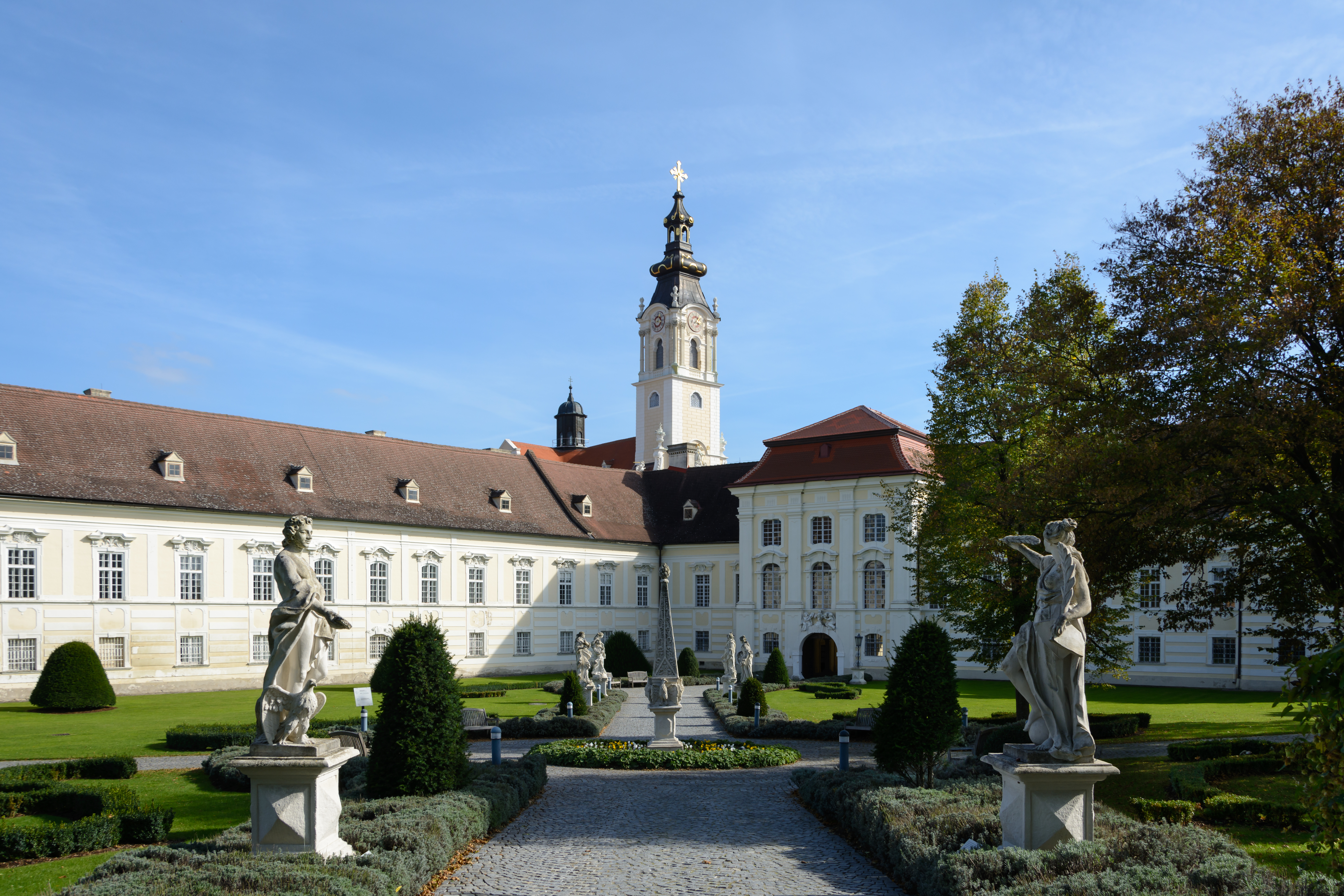
Stift Altenburg

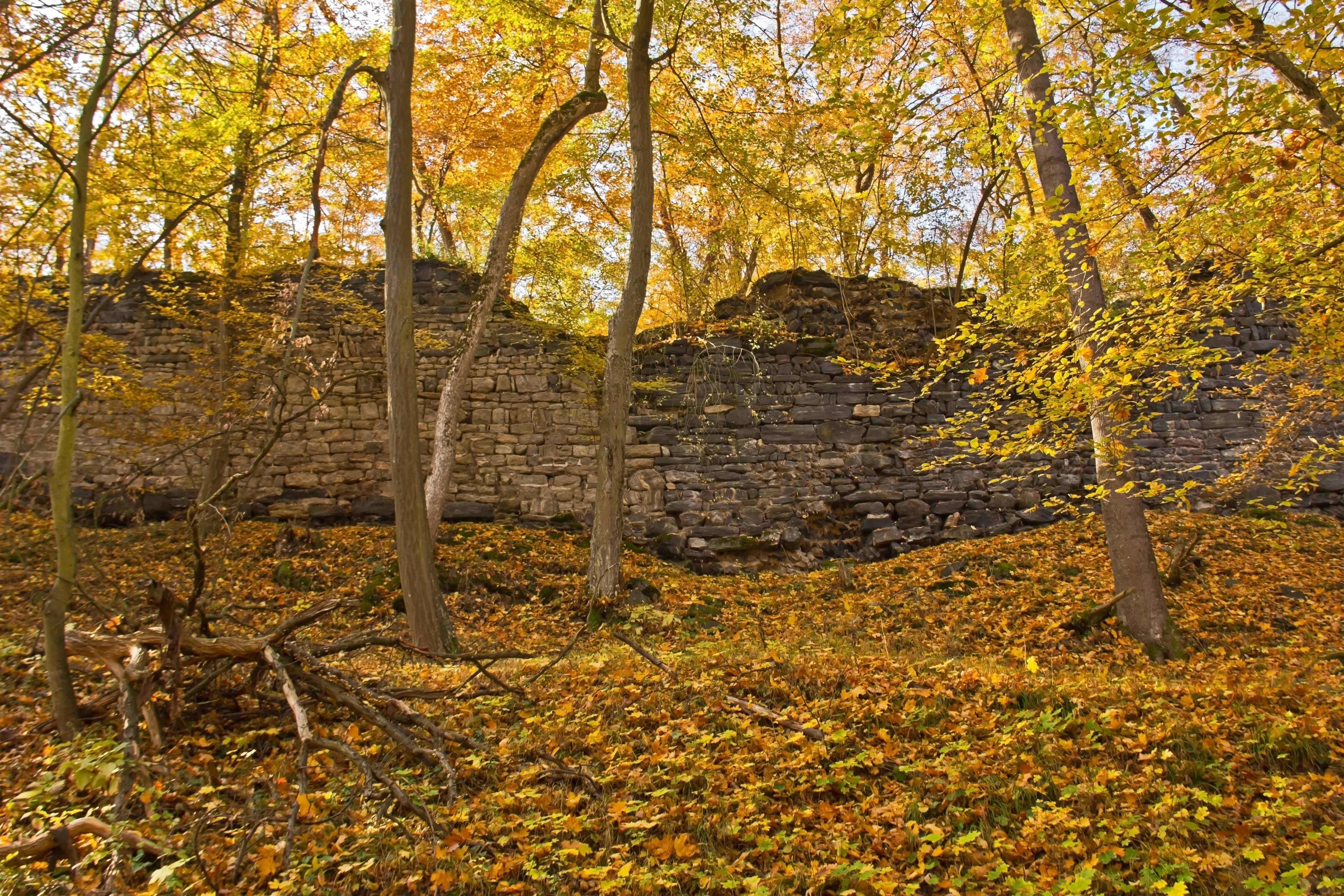
Ruine Tursenstein

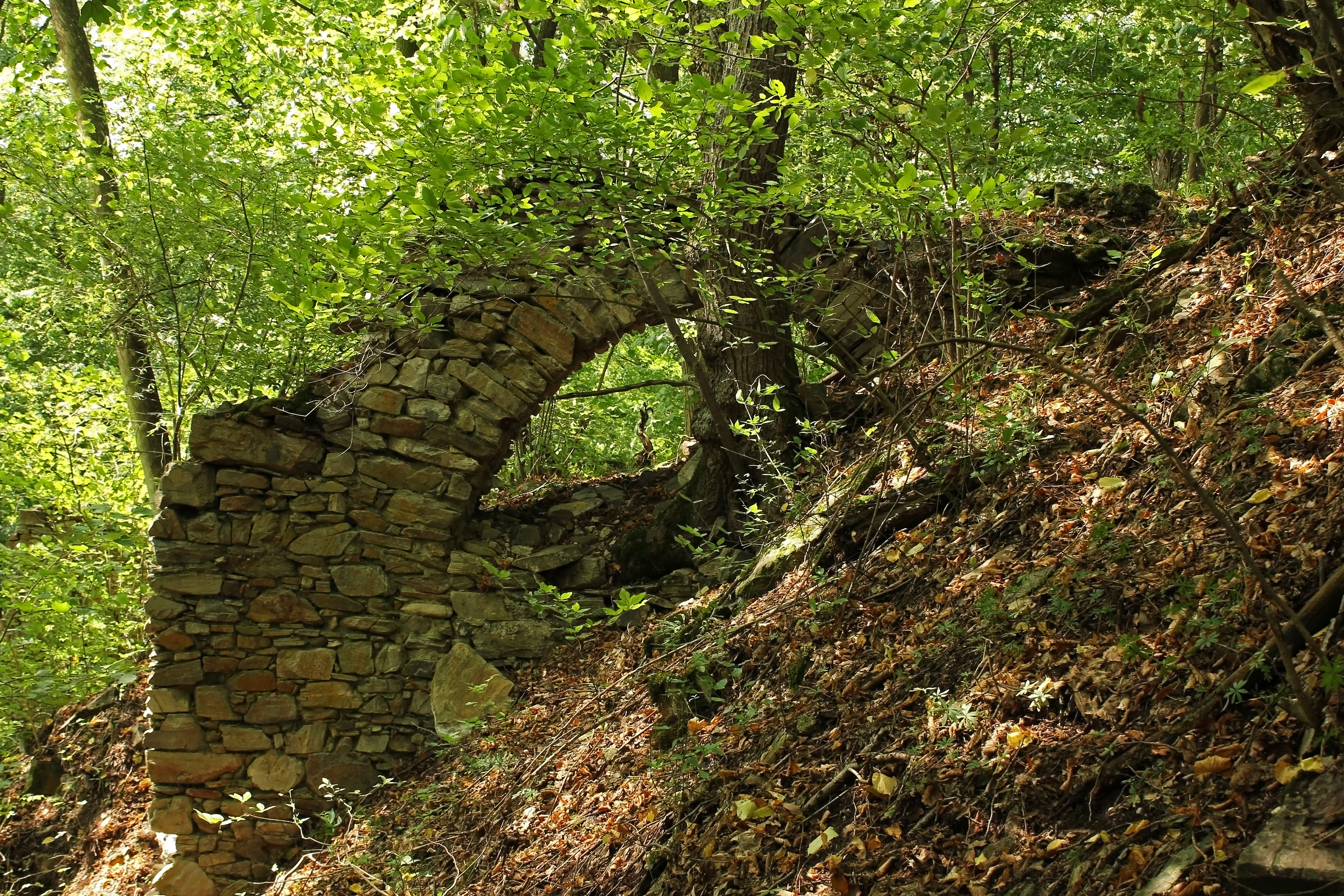
Burgruine Steinegg

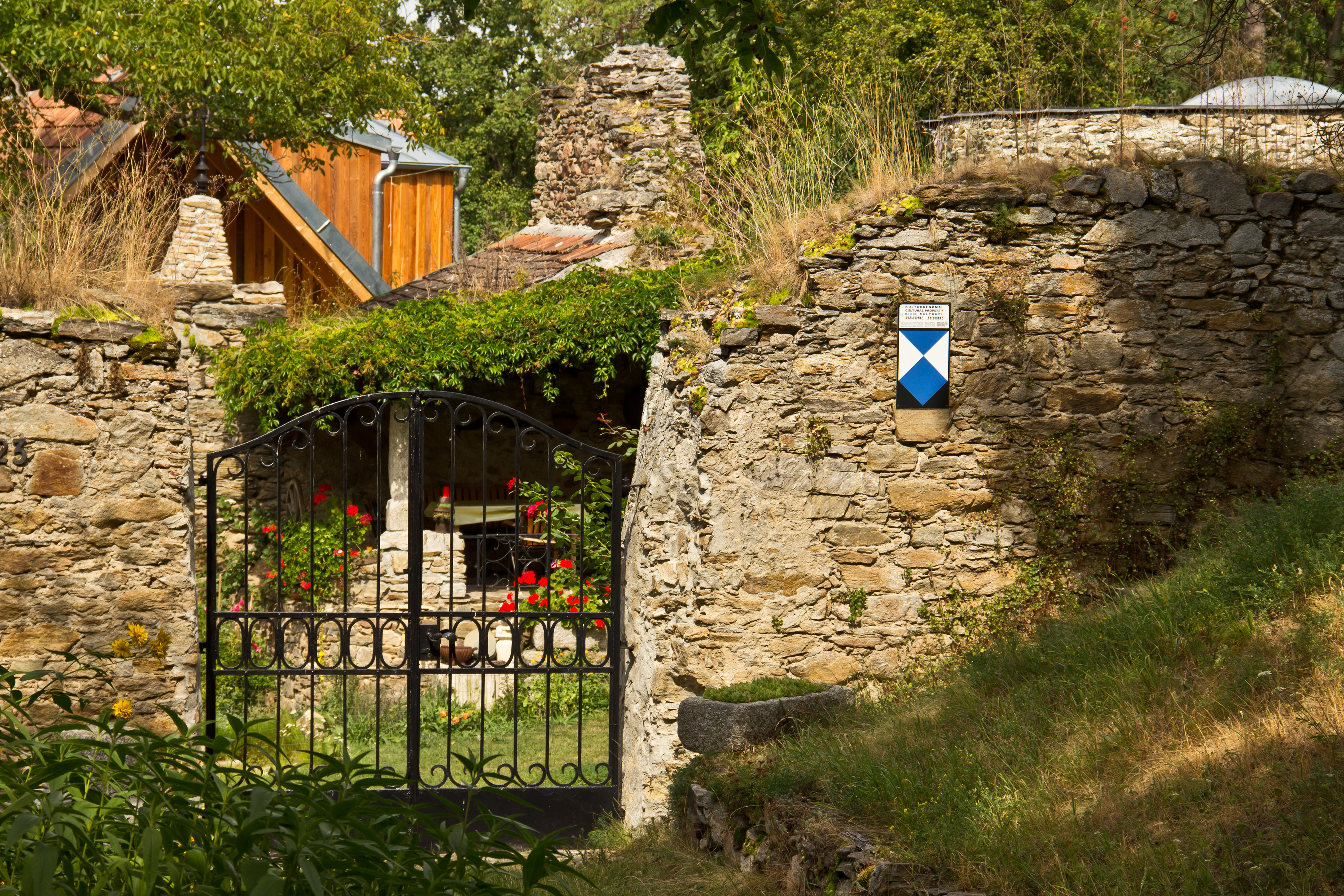
Burgruine Mahrersdorf

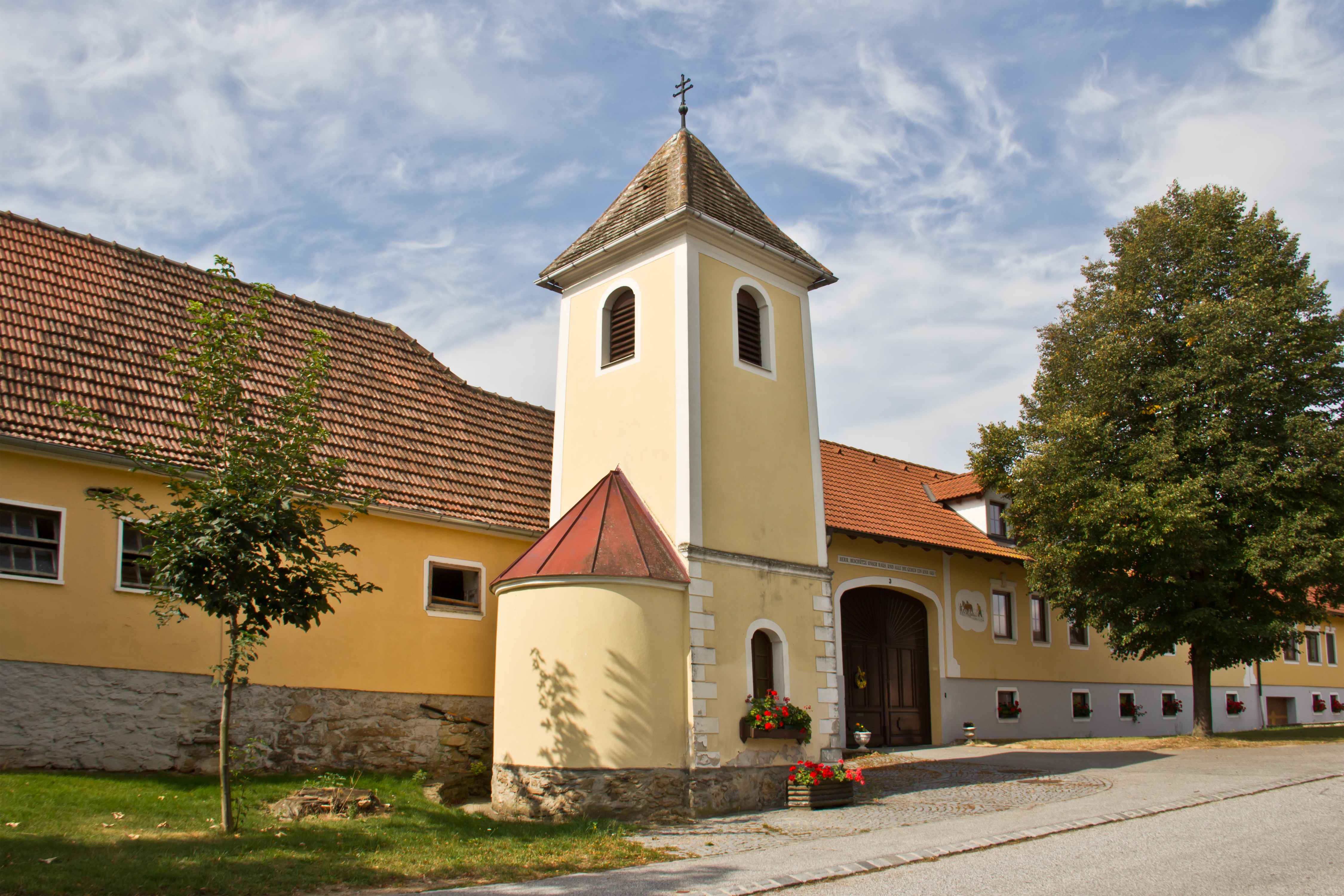
Glockenturm Burgerwiesen

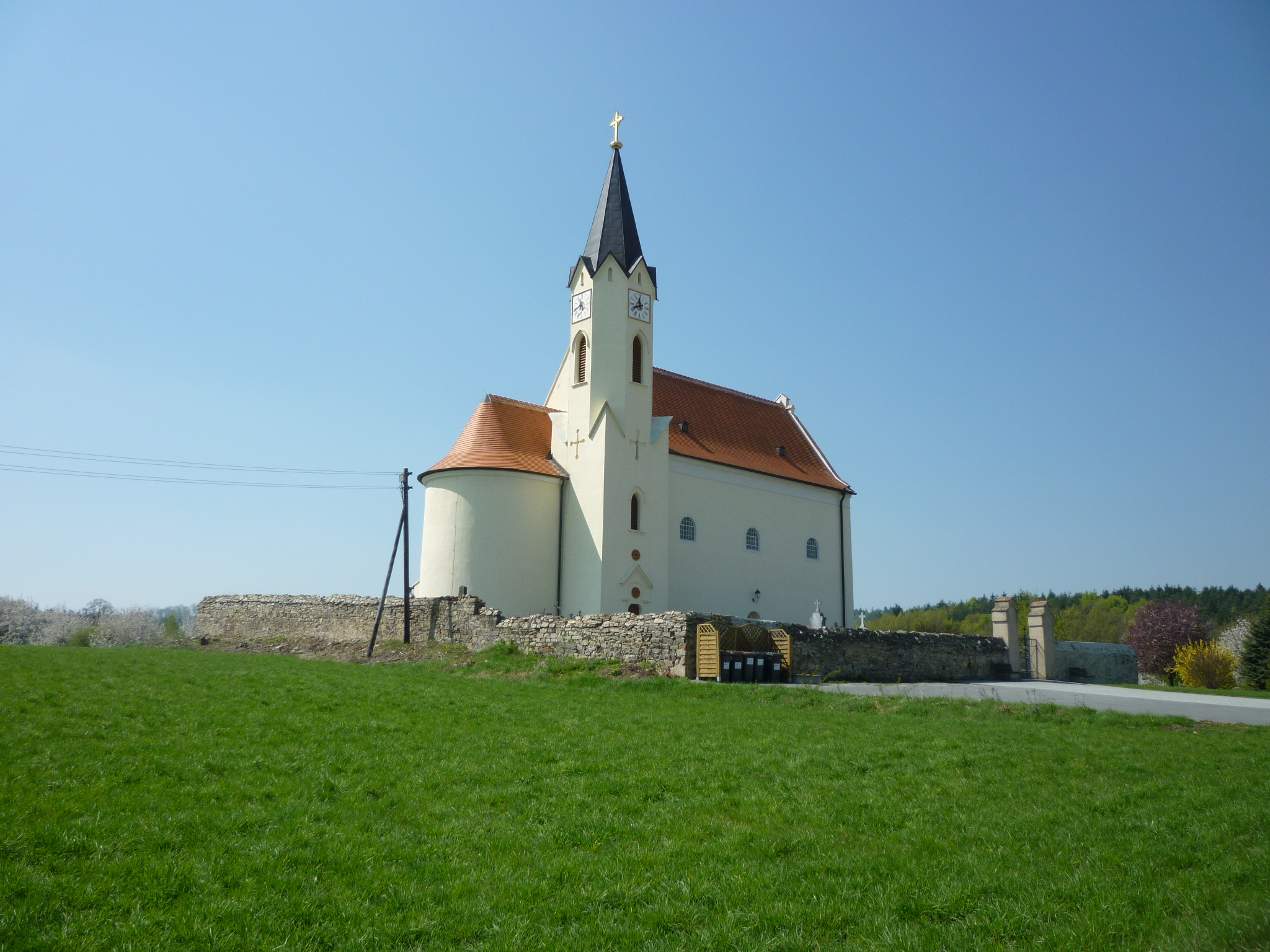
Pfarrkirche Fuglau

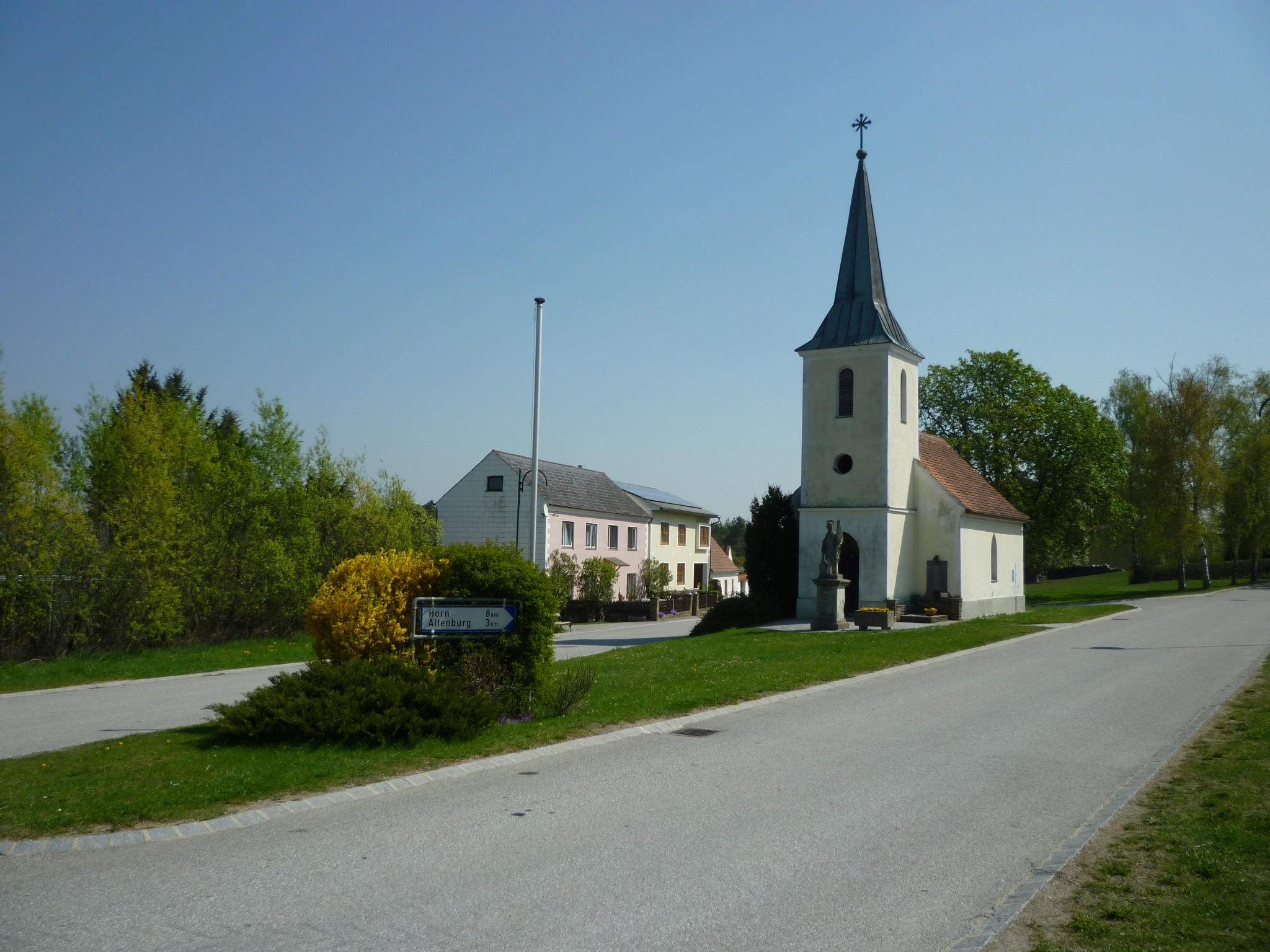
Ortskapelle Mahrersdorf

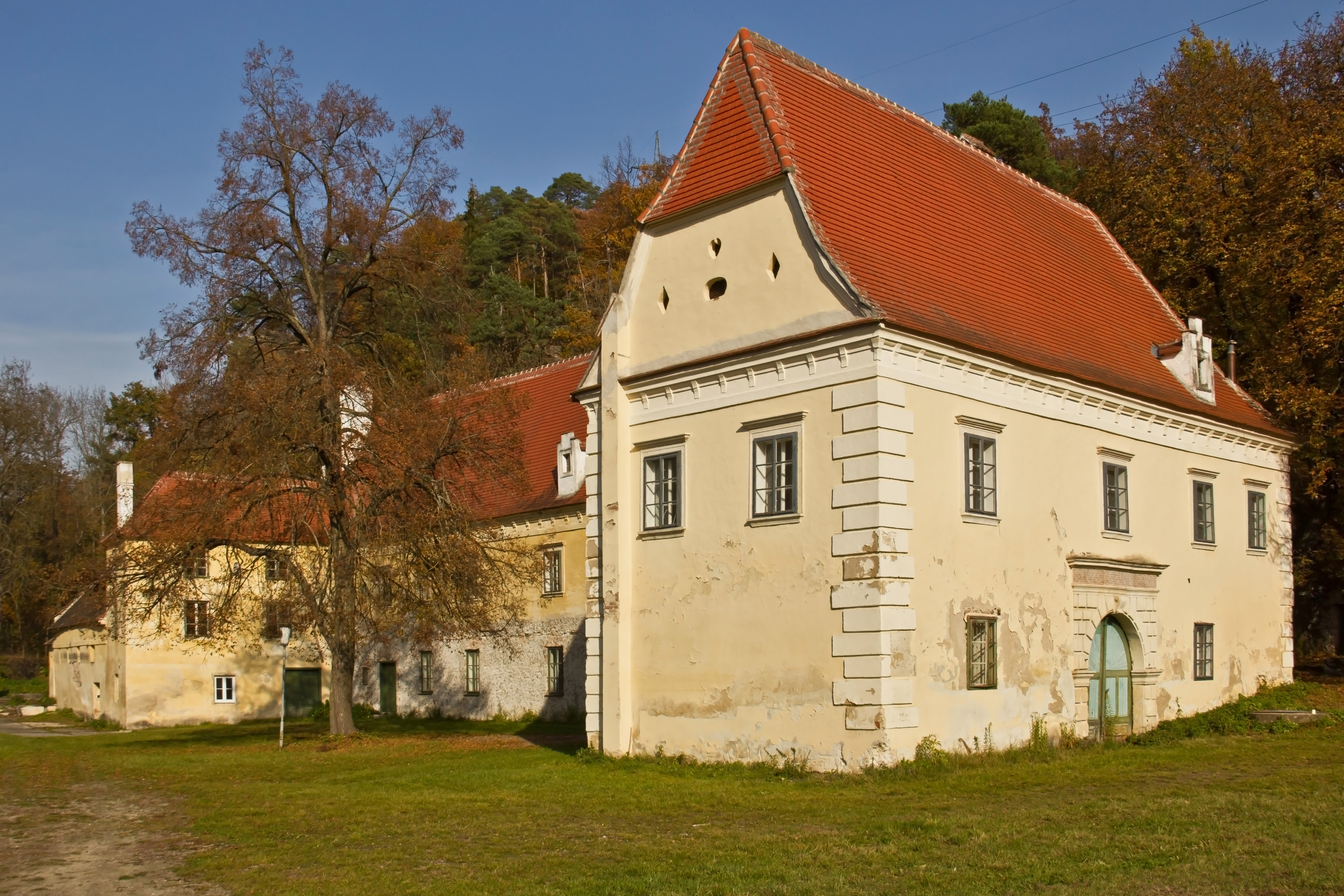
Rauschermühle

- Ruine Tursenstein (auch Ödes Schloss, Stein am Kamp, Lichtenstein)[9][10]
- Burgruine Steinegg[11][12]
- Burgruine Mahrersdorf
- Stift Altenburg
- Glockenturm Burgerwiesen
- Rauschermühle

### Vereine
- Dorferneuerungsverein Altenburg
- Elternverein Altenburg
- „in medias res“ Verein für Kunst und Neue Medien
- Jugendgruppe „step by step“
- Kameradschaftsbund Altenburg-Fuglau
- Katholische Männerbewegung Altenburg
- Seniorenverein Altenburg
- Landjugend Altenburg
- StiftsKirchenChor Altenburg[13]
- Musikkapelle Altenburg[14]

## Wirtschaft und Infrastruktur
Im Jahr 2010 gab es 29 land- und forstwirtschaftliche Betriebe, davon waren 14 Haupterwerbsbetriebe. Im Produktionssektor waren in fünf Betrieben 32 Arbeitnehmer beschäftigt, fünfzehn mit der Herstellung von Waren und siebzehn im Bau. Der Dienstleistungssektor gab in 33 Betrieben 110 Menschen Arbeit, drei Vierteln in sozialen und öffentlichen Diensten (Stand 2011).

### Ansässige Unternehmen
- Klein Fahrzeugbau GmbH, Altenburg
- Bäckerei Wögenstein, Altenburg
- Malerbetrieb Manfred Strupp, Fuglau
- Haarstudio Rabl, Burgerwiesen

- Automobil-Rennstrecke Nordring Fuglau: In Fuglau befindet sich mit dem Nordring (ursprünglich Muckgrubenring und Britaxring) eine Automobil-Rennstrecke, auf der seit Mitte der 1970er Jahre nationale und internationale Rallycross- und Autocross-Rennen ausgetragen werden, darunter bereits viele FIA-Europameisterschaftsläufe. Der Betreiber des Nordrings ist der Fuglauer Gastwirt Franz Eisenhauer.

### Verkehr
- Straße: Altenburg, Burgerwiesen und Fuglau liegen an der Böhmerwald Straße B 38.
- Bus: Das Linienbusunternehmen PostBus fährt in Altenburg, Burgerwiesen und Fuglau mehrere Haltestellen der Linie 1923 (Horn–Rastenfeld) an.
- Bahn: Der nächstgelegene Bahnhof der ÖBB ist Rosenburg an der Kamptalbahn. * Radweg: Der 115,6 km lange Kamptalweg mit seinem Ausgangspunkt in Altenwörth und seinem Zielpunkt in Zwettl führt durch Altenburg.

### Bildung
- Kindergarten[18]
- Volksschule Altenburg[19]
- Bildungs- und Heimatwerk Niederösterreich – Regionales Bildungswerk Altenburg[20]

### Sicherheit
- Freiwillige Feuerwehr Altenburg
- Freiwillige Feuerwehr Fuglau

## Politik

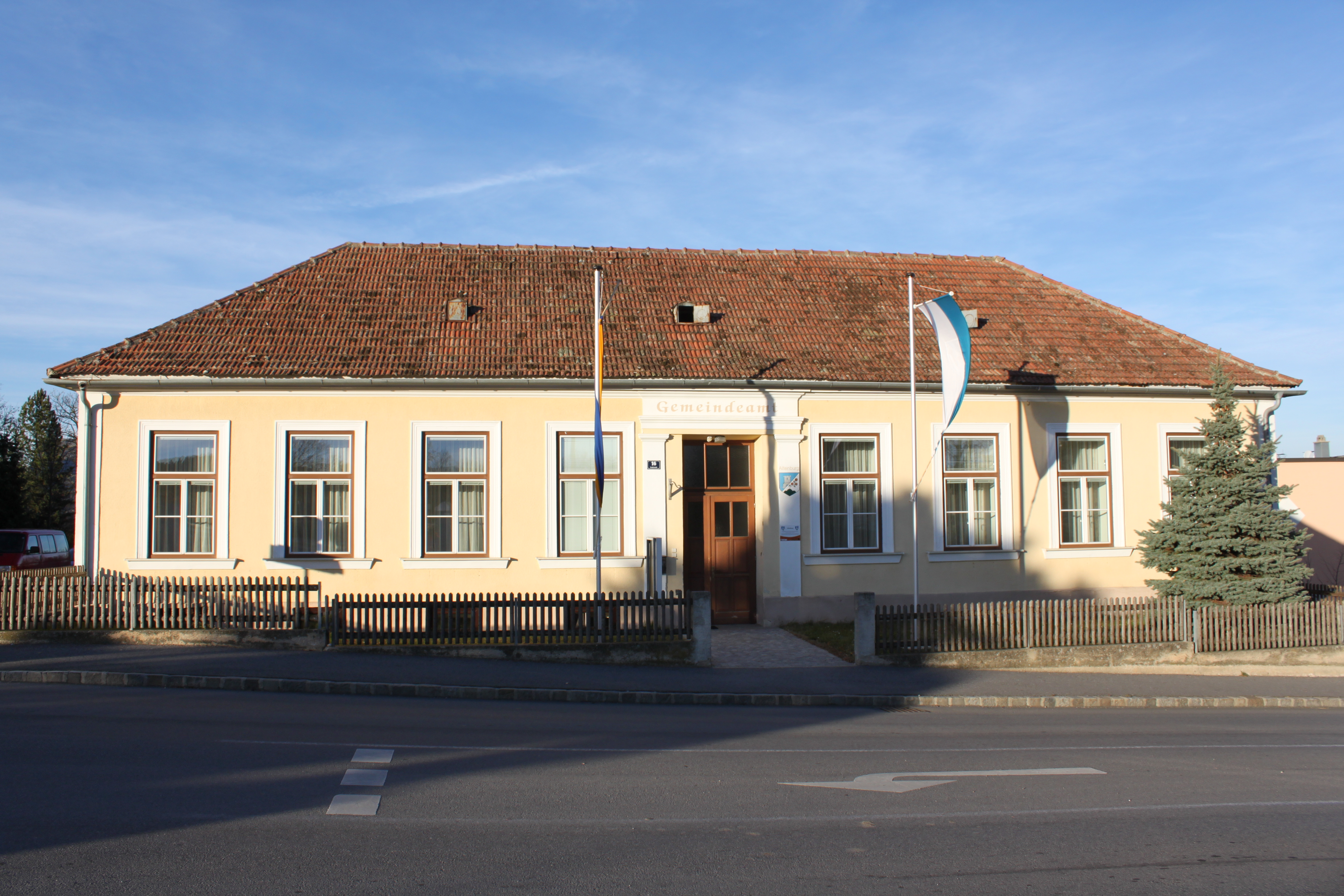
Gemeindeamt Altenburg

### Gemeinderat
Der Gemeinderat hat 15 Mitglieder.
- Nach den Gemeinderatswahlen in Niederösterreich 1990 hatte der Gemeinderat folgende Verteilung: 12 ÖVP und 3 SPÖ.
- Nach den Gemeinderatswahlen in Niederösterreich 1995 hatte der Gemeinderat folgende Verteilung: 12 ÖVP und 3 SPÖ.[21]
- Nach den Gemeinderatswahlen in Niederösterreich 2000 hatte der Gemeinderat folgende Verteilung: 11 ÖVP, 3 SPÖ und 1 FPÖ.[22]
- Nach den Gemeinderatswahlen in Niederösterreich 2005 hatte der Gemeinderat folgende Verteilung: 10 ÖVP, 4 SPÖ und 1 FPÖ.[23]
- Nach den Gemeinderatswahlen in Niederösterreich 2010 hatte der Gemeinderat folgende Verteilung: 11 ÖVP, 2 SPÖ und 2 FPÖ.[24]
- Nach den Gemeinderatswahlen in Niederösterreich 2015 hatte der Gemeinderat folgende Verteilung: 11 ÖVP, 2 SPÖ und 2 FPÖ.[25]
- Nach den Gemeinderatswahlen in Niederösterreich 2020 hatte der Gemeinderat folgende Verteilung: 11 ÖVP, 3 SPÖ und 1 FPÖ.[26]
- Nach den Gemeinderatswahlen in Niederösterreich 2025 hat der Gemeinderat folgende Verteilung: 10 ÖVP, 3 FPÖ und 2 SPÖ.[27]

### Bürgermeister
- bis 2010 Johann Sodeck (ÖVP)
- seit 2010 Markus Reichenvater (ÖVP)[28]

### Wappen
Mit Bescheid der Niederösterreichischen Landesregierung vom 25. Juni 1996 erhielt die Gemeinde Altenburg ein Gemeindewappen verliehen.

Blasonierung: „Schräglinks geteilt, oben in Blau ein aus der Teilungslinie wachsender, gequaderter silberner Turm mit fünf Zinnen, offenem Tor und Rundbogenfenster, unten in Silber auf grünem Dreiberg ein linksgeneigter Rosenstock mit drei roten Rosen und grünen Blättern.“

Die Gemeindefarben sind Blau-Weiß.

## Persönlichkeiten
- Leopold Pau(e)r (1735–1800), Jurist, Stadtplaner, Hygieniker.[30]
- Honorius Burger (1788–1878), Benediktinerpater und Historiker, lebte im Stift Altenburg.
- Berthold Gamerith (1758–1834), österreichischer Zisterzienser und Abt
- Christian Haidinger (* 1944), war von 2006 bis 2014 Abt des Stifts Altenburg.
- Dieter O. Holzinger (1941–2006), Autor, Film-, Fernseh- und Theaterregisseur, 1987–2004 Intendant der Altenburger Sommerspiele.
- Klemens Kofler (* 1964), Politiker, Mitglied des Bundesrats
- Michael A. Mohapp (1958–2015), Schauspieler und Kabarettist, 2004–2011 Intendant der Altenburger Sommerspiele.
- Raymundus Regondi (1652–1715), war Abt des Stifts Altenburg.
- Erich Klein (* 1961), Literaturkritiker, Übersetzer
- Thomas Renner (* 1971), regierender Abt des Stifts Altenburg